# Tizguine
Tizguine (franska: Tizguine (CR), Tizguine (Commune Rurale), arabiska: سيدي  بدهاج) är en kommun i Marocko.   Den ligger i provinsen Al Haouz och regionen Marrakech-Safi, i den centrala delen av landet, 300 km söder om huvudstaden Rabat. Antalet invånare är 3 886.